# 格拉芬施泰因
格拉芬施泰因是奥地利克恩顿州克拉根福兰县的一个市镇。总面积50.1平方公里，总人口2752人，人口密度54.9人/平方公里（2005年）。